# Sumiton (Alabama)
Sumiton es una ciudad ubicada en los condados de Walker y Jefferson en el estado estadounidense de Alabama. En el año 2000 tenía una población de 2665 habitantes y una densidad poblacional de 194,5 personas por km².

## Geografía
Sumiton se encuentra ubicada en las coordenadas 33°44′50″N 87°2′48″O / 33.74722, -87.04667 (33.928258, -87.807990). Según la Oficina del Censo, la localidad tiene un área total de 13,7 km² (5,289575289575 mi²), de la cual 13,7 km² (5,289575289575 mi²) es tierra y 0 km² (0 mi²) (0.62%) es agua.

## Demografía
Según la Oficina del Censo en 2000 los ingresos medios por hogar en la localidad eran de $41,364, y los ingresos medios por familia eran $36,086. Los hombres tenían unos ingresos medios de $36,979 frente a los $26,250 para las mujeres. La renta per cápita para la localidad era de $15,032. Alrededor del 14,1% de la población estaban por debajo del umbral de pobreza.